# Mi novia y yo
Mi novia y yo es una serie argentina de historieta creada por Robin Wood y Carlos Vogt en 1968 para la revista "Intervalo", de Editorial Columba. 

## Argumento y personajes
Mi novia y yo es una comedia costumbrista, con un punto de partida autobiográfico del mismo Robin Wood. De hecho, el personaje principal fue diseñado a su semejanza cuya historia se centra en las aventuras y desventuras del periodista Tino Espinoza, a quien inicialmente se llamó como Tino Balbabuena, quien en las primeras tiras aparecía como dibujante de la editorial "Palomita" (parodia de la casa Editorial Columba, que publicó los números en la revista "Intervalo").

## Valoración y legado
Ray Collins la equipara por su veta humorística con series como Trudy de Jerry Marcus o Calvin & Hobbes de Bill Watterson. Hace gala de una ternura que Robin Wood recuperaría posteriormente en obras como Helena (1979-1988) y Amanda (1993-2000).